# Кириленко, Василий Филиппович
Васи́лий Фили́ппович Кириле́нко (28 января 1925, Орлово, Одесская губерния — 8 октября 1990, Одесса) — участник Великой Отечественной войны, полный кавалер ордена Славы, гвардии старший сержант, командир расчёта минометной роты 73-го гвардейского стрелкового полка (25-я гвардейская стрелковая дивизия, 7-я гвардейская армия, 2-й Украинский фронт).

## Биография
Родился в селе Орлово (ныне — Кировоградская область Украины). По национальности — украинец. Окончил девять классов школы, после этого работал мельником.
На службе в Красной армии с марта 1944 года. Сначала являлся наводчиком, в дальнейшем командиром расчёта миномёта в составе 73-го гвардейского стрелкового полка 25-й гвардейской стрелковой дивизии.
29 августа 1944 года, в ходе ликвидации окружённой группировки врага близ населённого пункта Костешти (Румыния) гвардии младший сержант Кириленко уничтожил около пятидесяти вражеских солдат и офицеров противника из миномёта.
Приказом от 10 сентября 1944 года гвардии младший сержант Кириленко Василий Филиппович награждён орденом Славы 3-й степени (№ 141227).
15 декабря 1944 года в боях на подступах к городу Будапешту (Венгрия) миномётный расчёт под командованием Кириленко подавил две вражеские огневые точки. В районе населённых пунктов Алаг и Илка (севернее города Будапешт) уничтожил свыше десяти солдат противника.
Приказом от 13 февраля 1945 года гвардии младший сержант Кириленко Василий Филиппович награждён орденом Славы 2-й степени (№ 8916).
7 мая 1945 года у населённого пункта Коленфурт (Чехословакия), при контратаке противника, гвардии младший сержант Кириленко, быстро оценив создавшуюся обстановку, пробрался к позициям вражеских станковых пулемётов, уничтожил их расчёты, открыл огонь сначала из одного, затем из другого пулемёта по спинам наступающих и уничтожил более полусотни врагов.
Указом Президиума Верховного Совета СССР от 15 мая 1946 года за мужество, отвагу и бесстрашие, проявленные в боях с немецкими захватчиками, гвардии старший сержант Кириленко Василий Филиппович награждён орденом Славы 1-й степени (№ 426).
После окончания войны продолжил службу в армии. Член ВКП(б), затем КПСС с 1945 года. Окончил Львовское военно-политическое училище. В апреле 1976 года полковник Кириленко уволен в запас. Жил в Одессе, работал председателем профкома.
Скончался 8 октября 1990 года.

## Награды
- Три Ордена Славы всех степеней
- Орден Отечественной войны I степени
- Орден Красной Звезды
- Медали, в том числе:
  - Медаль «За победу над Германией в Великой Отечественной войне 1941—1945 гг.»
  - Юбилейная медаль «Двадцать лет Победы в Великой Отечественной войне 1941—1945 гг.»
  - Юбилейная медаль «Тридцать лет Победы в Великой Отечественной войне 1941—1945 гг.»
  - Юбилейная медаль «Сорок лет Победы в Великой Отечественной войне 1941—1945 гг.»